# Герітедж-Крік (Кентуккі)
Герітедж-Крік (англ. Heritage Creek) — місто (англ. city) в США, в окрузі Джефферсон штату Кентуккі. Населення — 1209 осіб (2020).

## Географія
Герітедж-Крік розташований за координатами 38°5′38″ пн. ш. 85°36′41″ зх. д. / 38.09389° пн. ш. 85.61139° зх. д. (38.093977, -85.611471).  За даними Бюро перепису населення США в 2010 році місто мало площу 1,16 км², з яких 1,16 км² — суходіл та 0,00 км² — водойми.

## Демографія
Згідно з переписом 2010 року, у місті мешкало 1076 осіб у 417 домогосподарствах у складі 304 родин. Густота населення становила 928 осіб/км².  Було 421 помешкання (363/км²).
Расовий склад населення:
| - 94,3 % — білих - 2,5 % — чорних або афроамериканців - 0,7 % — азіатів - 0,1 % — вихідців з тихоокеанських островів - 0,1 % — корінних американців |

До двох чи більше рас належало 1,6 %. Частка іспаномовних становила 1,5 % від усіх жителів.
За віковим діапазоном населення розподілялося таким чином: 20,4 % — особи молодші 18 років, 64,5 % — особи у віці 18—64 років, 15,1 % — особи у віці 65 років та старші. Медіана віку мешканця становила 43,0 року. На 100 осіб жіночої статі у місті припадало 99,3 чоловіків;  на 100 жінок у віці від 18 років та старших — 89,6 чоловіків також старших 18 років.
Середній дохід на одне домашнє господарство  становив 61 804 долари США (медіана — 58 194), а середній дохід на одну сім'ю — 65 963 долари (медіана — 61 528). За межею бідності перебувало 9,4 % осіб, у тому числі 14,2 % дітей у віці до 18 років та 5,3 % осіб у віці 65 років та старших.
Цивільне працевлаштоване населення становило 475 осіб. Основні галузі зайнятості: освіта, охорона здоров'я та соціальна допомога — 16,8 %, мистецтво, розваги та відпочинок — 13,3 %, виробництво — 12,6 %.